# Gregg Stafford

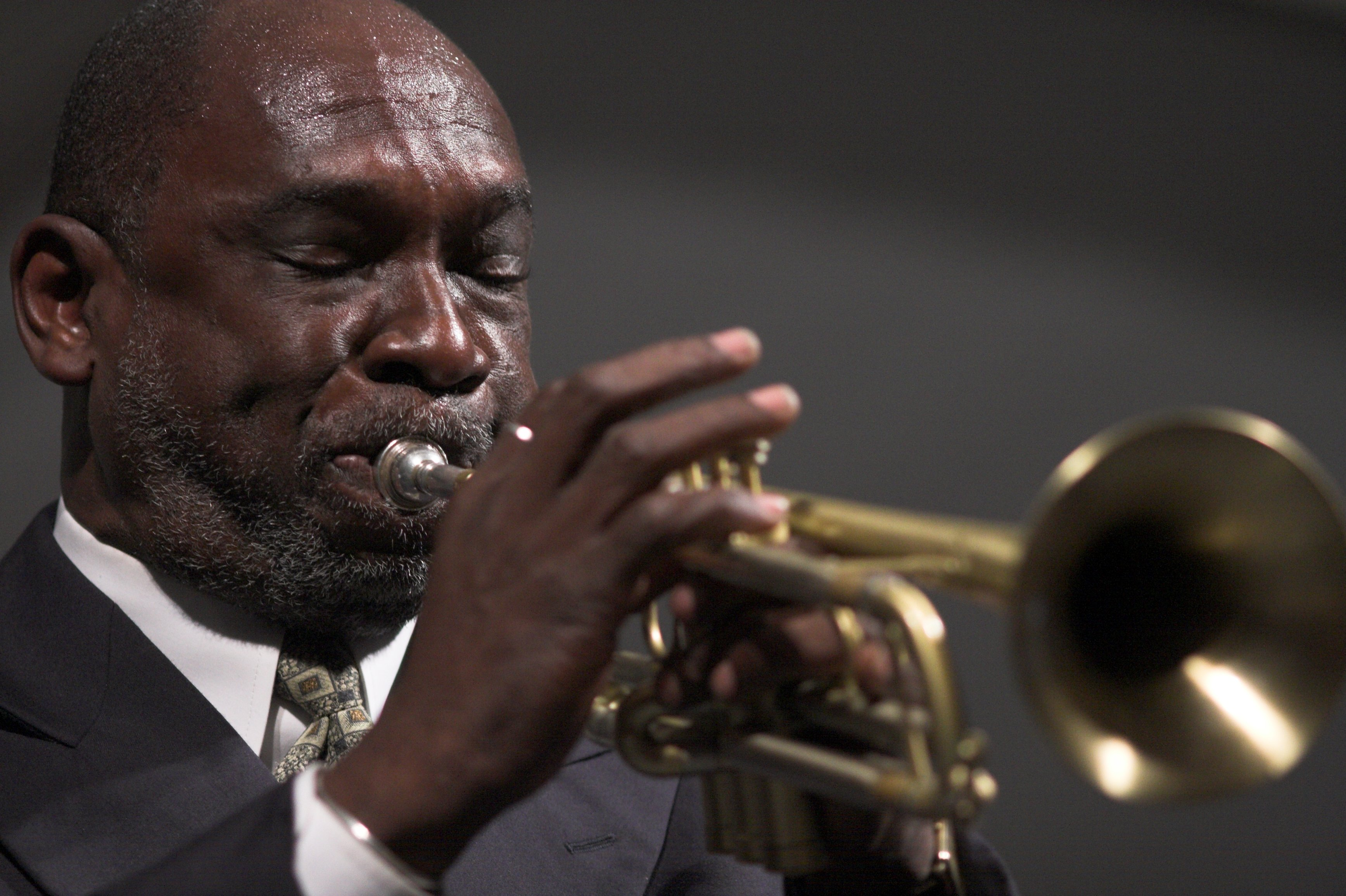
Greg Stafford tijdens het New Orleans Jazz & Heritage Festival 2008.

Gregory Vaughn Stafford (New Orleans, 1947) is een Amerikaanse jazz-trompettist, sousafonist en zanger, die New Orleans-jazz speelt.

## Biografie
Stafford, een familielid van Henry "Red" Allen, groeide op in Central City in New Orleans, waar hij vaak de streetparades bekeek. Hij zong in de kerk; in zijn schooltijd leerde hij trompet spelen. In de herfst van 1970 werd hij door Johnny Wimberley gevraagd in de Gibson Brass Band te komen spelen en een jaar later ging hij spelen bij Danny Barker's 'Young Fairview Christian Church Brass Band'. Kerst 1972 werd hij lid van de Young Tuxedo Brass Band van Herman Sherman. Na Sherman's overlijden in 1984 nam Stafford de leiding van deze band over. In de jaren zeventig speelde hij ook in de Olympia Brass Band (vanaf 1973) en in de Hurricane Brass Band van Leroy Jones (vanaf 1974). Met de meeste van deze streetbands toerde Stafford niet alleen in Amerika, maar ook in Europa en ook in Nederland. Stafford was tevens actief in de groep van Chester Zardis. Vanaf 1991 is hij actief in de Preservation Hall Jazz Band.
Eind jaren negentig verscheen zijn eerste album als leider op Big Bill Bissonnette's New Orleans-jazz-label Jazz Crusade. Hij maakte een plaat met Bissonnette's groep Easy Riders Jazz Band en een album met de Brit Brian Carrick.

## Discografie
- The Man from New Orleans, Jazz Crusade, 1998 ('Albumpick' Allmusic.com)
- Walking with the King (met de Easy Riders Jazz Band), Jazz Crusade, 1999
- Praying and Swaying, vol. 1 & 2, Jazz Crusade, 2001
- Down Home Music, Jazz Crusade, 2001
- Streets of the City: Gregg Stafford Meets Brian Carrick, Jazz crusade, 2014